# Richard de Redvers
Richard de Redvers, o Reviers, o Rivers, o Ripariis (ante 1066 – 8 settembre 1107), originario di Reviers in Normandia, divenne un importante nobile a seguito della campagna di Guglielmo il Conquistatore.

## Le origini e l'incontro con il principe Enrico
Richard de Redvers nacque in una data imprecisata prima del 1066, anno in cui partì per Guglielmo il Conquistatore si impossessò del trono inglese. Delle sue origini si sa poco o niente, la sua provenienza da Reviers, in Normandia, è una delle poche cose certe. Diversi storici hanno cercato nel tempo di gettare luci sulla sua famiglia, ma si è scoperto ben poco, se non che, attorno al 1060 tre fratelli portavano il cognome Redvers, un certo Baldwin e altri due, William e Richard, che morì in quell'anno, e proprio il primo potrebbe essere il padre di Richard de Redvers. Della sua infanzia, di conseguenza, non si sa quasi nulla, il poeta normanno Robert Wace scrisse, nel 1070 di un "Sire de Redvers" a seguito del re nella Battaglia di Hastings, ma non v'è certezza alcuna che si tratti di lui.
Il primo chiaro riferimento a Richard si ha attorno al 1086, nel Domesday Book Richard è citato come possessore di un feudo nel Dorset, insieme a 30 acri di prato e una grande foresta, doni che gli avrebbe elargito il re in persona come ringraziamento per aver partecipato alla conquista dell'Inghilterra.
Secondo Robert Wace, nel 1089 de Redvers era al servizio di Roberto il Corto, ma quando il ventunenne Enrico I d'Inghilterra, allora un semplice terzogenito, chiese al fratello di poterlo avere nel proprio seguito fu trasferito presso il principe. Re Guglielmo aveva destinato la Normandia al figlio Roberto, ma il giovane Enrico ne aveva comprato da quest'ultimo, ivi compreso il Cotentin dove si trovava Néhou, la più grande proprietà francese dei de Redvers. La sua famiglia era detentrice di terre anche nella regione del Vexin, comandate da Roberto, ma Richard non poteva servire due padroni e scelse quindi quello sotto cui si trovavano le proprietà di maggior valore, cioè Enrico I d'Inghilterra.

## Fedele servo di Enrico I d'Inghilterra
Nel 1090 sul trono inglese sedeva il fratello maggiore di Enrico, Guglielmo II d'Inghilterra e sul ducato di Normandia comandava Roberto il Corto e i tre fratelli erano in lotta l'uno contro l'altro, in quel frangente Richard combatté sempre fedelmente accanto ad Enrico, con una tale costanza da venir citata nelle opere degli storici a lui coevi. La conseguenza della sua scelta fu la perdita del feudo nel Dorset che Guglielmo II d'Inghilterra diede alla famiglia Blount che lo tenne fino al 1300.
Nel 1100 la sorte cambiò, Guglielmo II d'Inghilterra morì durante una battuta di caccia, ed Enrico, con suo fratello Roberto il Corto lontano, salì facilmente al trono facendo di Richard uno dei suoi più fidati consiglieri. La sua fedeltà alla fine venne premiata con diversi feudi e signorie, l'Isola di Wight, tanti furono i benefici a lui concessi, divenne praticamente sua e rimase alla famiglia fino al 1293 anno in cui Edoardo I d'Inghilterra la comprò da una morente Isabella de Fortibus. È interessante notare che per un terzo provenivano dal demanio regio, privando quindi il re di un'entrata, la maggioranza delle quali erano proprietà confiscate ad altri. Si può ipotizzare che il dono della quasi totalità dell'Isola di Wight a un uomo tanto fidato potesse impedire che facesse da accesso per attacchi provenienti dalla Francia.

## Matrimonio e discendenti
Richard, attorno al 1094 sposò Adeliza Peverel ed insieme ebbero cinque figli:
- Baldwin de Redvers, (morto il 4 giugno 1155), fu creato I conte del Devon da Matilde d'Inghilterra (1102-1167)
- William de Vernon, ereditò le proprietà normanne del padre
- Robert de St.Mere-Eglise
- Hubert de Vernon
- Hawise de Redvers

Richard morì l'8 settembre 1107 e fu sepolto nell'abbazia di Montebourg, in Normandia della quale si pensa sia il fondatore.
Sua moglie Adeliza visse fin oltre il 1160